# 킹스 채플

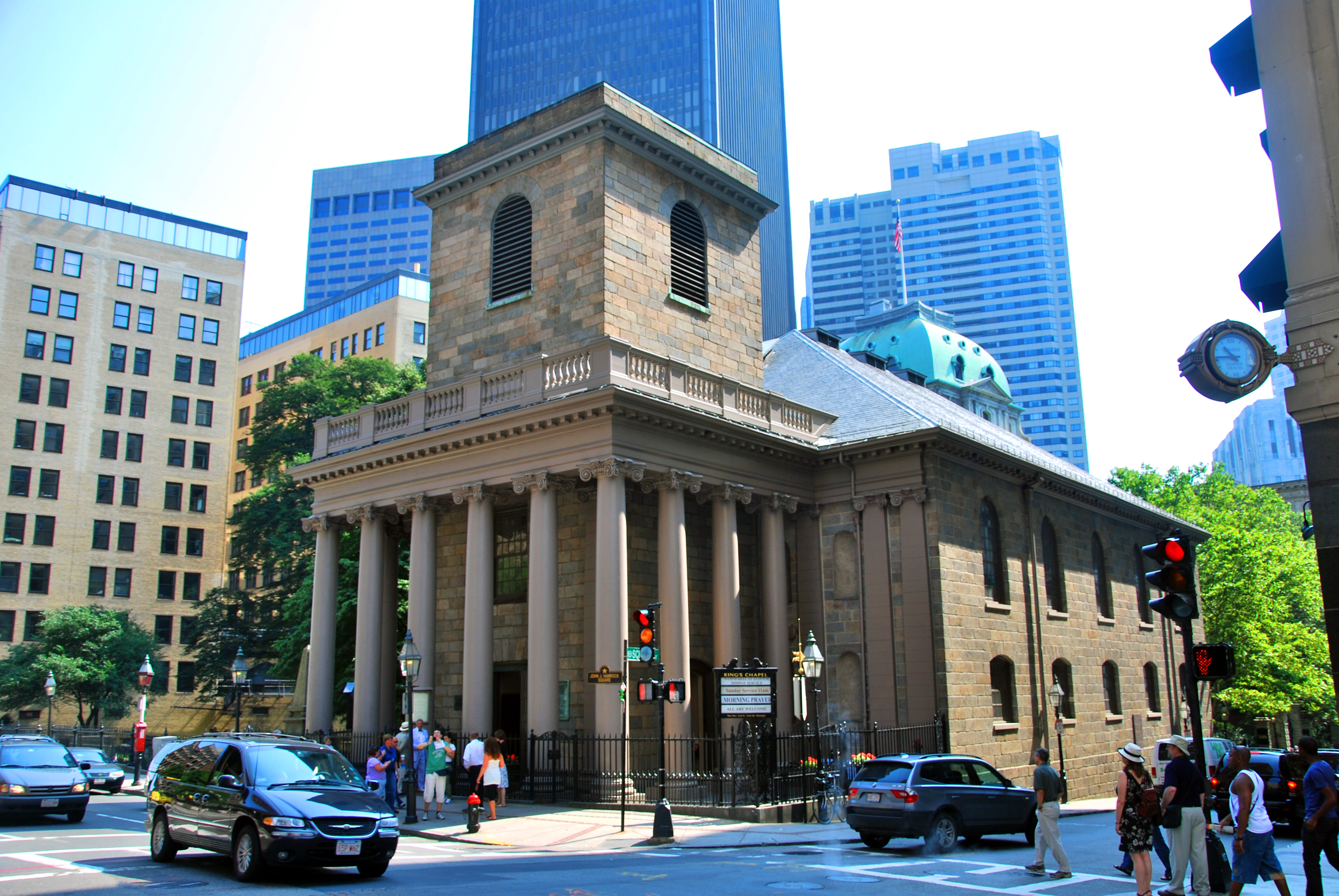
킹스 채플

킹스 채플(King's Chapel)은 미국 매사추세츠주 보스턴에 위치한 유니테리안파의 교회당이자 성공회의 교회이다. 트리먼트 가와 스쿨 가 코너에 위치한다. 이 교회 묘지인 킹스 채플 묘지에는 역사상의 주요 인물이 많이 매장되어 있다. 교회와 묘지는 프리덤 트레일을 따라 명소가 되었다.